# 任侠流山動物園
『任侠流山動物園』（にんきょうながれやまどうぶつえん）は、落語・浪曲・講談の演題。二代目広沢虎造で知られる浪曲「清水次郎長伝」をベースにした三遊亭白鳥作、動物園の人気動物が主人公である荒唐無稽な新作落語の一席。別題「流山の決闘」。流れの豚次伝シリーズの最初に出来た作品。ここでは「流れの豚次伝」シリーズの他作品についてもとりあげる。

## あらすじ
千葉県にある流山動物園にはライオンや虎のような人気の動物はおらず、象のマサオが人気者。しかし今は病気で伏せている。ある日、閉園後にブタの豚次が園長の所にやってきて経営状態を訊ねるが、「県からの補助金を打ち切られて財政難になっている」「どうやったら客が来るだろうか」と打ち明けられる。豚次は、牛の牛太郎、ニワトリのチャボ子に相談するが答えが出ない。豚次は古巣の上野動物園に向かった。昔世話になった親分、パンダのパン太郎に挨拶する。かつて子分であった豚次から「流山動物園に客を呼ぶために来てくれないか」その覚悟を見せるために、昔食われるはずだった豚次の元兄貴分、虎夫に尻をかじらせるが、約束は反故にされ、放り出される目に遭う。ほうほうの体で流山動物園に戻った豚次と、牛太郎、チャボ子は、園長に人間としゃべることを教わると、流山動物園は大盛況。代わりに上野動物園には客が来なくなり、パン太郎と虎夫は流山に殴り込んでくる。そこにマサオこと政五郎が登場、「昔知られた動物を束ねた次郎長のことを聴いたことはあるだろう。その子分を知っているか？」パン太郎はその象が目の前の大政、政五郎と分かる。パン太郎は虎夫に政五郎を襲わせるが返り討ちに遭う。パン太郎は殴り飛ばされ中国の四川省に。その時の黒アザが目の周りに残るという。
第十話までで構成されているが（2019年現在）、作者の白鳥に言わせると「まだまだ未完」である。

## 一覧
- 第一話「豚次誕生秩父でブー！」
- 第二話「掛け取り上野動物園」
- 第三話「流山の決闘」
- 第四話「雨のベルサイユ」
- 第五話「天王寺代官切り」
- 第六話「男旅牛太郎」
- 第七話「悲恋かみなり山」
- 第八話「チャボ子絶唱」
- 第九話「人生鳴門劇場」
- 第十話「金比羅ワンニャン獣の花道」

## エピソード
- 作者の白鳥自身の他、柳家喬太郎、柳家三三、桃月庵白酒、春風亭一之輔、三遊亭歌武蔵、三遊亭萬橘、蝶花楼桃花、立川こはる、柳亭こみちと落語家が演じている。別題「流山の決闘」。流れの豚次伝シリーズの最初に出来た作品。
- SWA (話芸集団)と関わりの深い演目である。『雨のベルサイユ』は、SWAで「雨」がテーマとなった時に作られた[1]。
- 原作者の三遊亭白鳥は、2010年2月14日、千葉県流山市で開催された「第4回流山寄席」で『任侠流山動物園』を物語の舞台となる流山で初演している。落語会当日は、落語の舞台となる江戸川堤を見ておきたいと、会場の流山市生涯学習センターまではつくばエクスプレスを利用せずに、噺にも登場する流鉄流山線に乗って現地入りした[2]。
- 原作者の三遊亭白鳥の協力によりフシ付け（浪曲化）され春野恵子、瑞姫（たまき）[3]、玉川太福が演じている。
- 講談では、神田鯉栄、一龍斎貞寿が演じている。

## 寄席興行・公演
- 2015年、池袋演芸場9月中席昼の部で、真打10人が日替わりで「任侠流れの豚次伝」を演じ、直後に上がった白鳥がそれぞれの次の話を語るリレー落語形式の興行が開催された[4][5]。出演した落語家は初日から順に、桃月庵白酒・柳亭市馬・春風亭一之輔・柳家三三・柳家一琴・入船亭扇辰・柳家喬太郎・三遊亭歌武蔵・春風亭百栄・林家彦いち。
- 2022年、池袋演芸場6月上席夜の部は「三遊亭白鳥プロデュース「任侠流れの豚次伝」連続公演」を開催。膝代わり(トリの直前)で白鳥が前日までのあらすじを語り、トリに出演した落語家が日替わりで物語を語った[6]。出演した落語家は初日から順に弁財亭和泉・春風亭一之輔・蝶花楼桃花・林家きく麿・柳家一琴・入船亭扇辰・柳家三三・桃月庵白酒・春風亭百栄・林家彦いち。

- 柳家三三は、2010年10月の白鳥との二人会「両極端の会」でネタ下ろしした後、2017年に横浜にぎわい座で通し口演、2018年8月から12月まで名古屋・大阪・広島・福岡で通し口演した[4]。その後、2022年11月14日から19日まで東京証券会館ホールで「三三と豚次の五日間 ～柳家三三 ｢任侠流れの豚次伝(三遊亭白鳥作)｣ 通し公演～」を再演している（主催：サンライズプロモーション東京）[7]。三三はこの演目について「(動物を演じるので）羞恥心の意味でハードルが高い」が「とても緻密に作られた落語」と語っている[4]。
- 玉川太福が、2023年に広島で浪曲版の通し口演を行った（主催：広島で生の落語を聴く会）。
- 2025年6月22日、COREDO落語会（山本益博プロデュース、日本橋三井ホール）で「豚次任侠伝連続噺」が上演された。出演は柳家三三（第1話）・三遊亭白鳥（第2話・第4話）・柳家喬太郎（第3話）[8]。

## ソフト

### CD
- 三遊亭白鳥３（ワザオギ、2007年12月）「任侠流山動物園」収録。
- 三遊亭白鳥５（ワザオギ、2011年01月30日）「任侠流れの豚次」より 「掛け取り上野動物園」「雨のベルサイユ」収録
- 神田鯉栄「神田鯉栄 講談傑作選」（テイト、2020年11月）「任侠流山動物園」「白鳥・鯉栄のスペシャルトーク」収録
- SWAのCD 2011 -楽語・すばる寄席シャッフル- (ソニーミュージックダイレクト、2011年11月）柳家喬太郎「任侠流山動物園」収録。

### 配信
- 三遊亭白鳥「池袋演芸場十日間連続 創作落語『任侠 流れの豚次伝 全十話』」（amazon music・2015年1月、オーディオブック・2015年11月）

### DVD
- 新世紀浪曲大全　玉川太福（クエスト、2016年9月）玉川太福「任侠流山動物園 流山の血闘」収録。

### 書籍
- 「砂漠のバー止まり木　三遊亭白鳥創作落語集」（2008年2月、講談社）「任侠流山動物園」収録。